# LIPO Park Schaffhausen
LIPO Park Schaffhausen – stadion piłkarski w Szafuzie, w Szwajcarii. Budowa obiektu rozpoczęła się 28 sierpnia 2015 roku, a otwarcie miało miejsce 25 lutego 2017 roku. Stadion może pomieścić 8200 widzów. Swoje spotkania rozgrywają na nim piłkarze drużyny FC Schaffhausen, którzy przed otwarciem nowej areny występowali na stadionie Breite.